# Mezinárodní letiště Čeng-čou Sin-čeng
Mezinárodní letiště Čeng-čou Sin-čeng (čínsky v českém přepisu Čeng-čou Sin-čeng kuo-ťi ťi-čchang, pchin-jinem Zhèngzhōu Xīnzhèng Guójì Jīchǎng, znaky zjednodušené 郑州新郑国际机场, tradiční 鄭州新鄭國際機場, IATA: CGO, ICAO: ZHCC) je mezinárodní letiště u Čeng-čou, hlavního města provincie Che-nan v Čínské lidové republice. Leží ve vzdálenosti přibližně pětadvaceti kilometrů jižně od centra.
Bylo otevřeno v roce 1997. V rámci pořadí nejrušnějších letiště podle počtu cestujících se v rámci celé republiky dlouhodobě drží v druhé desítce.

## Pozemní doprava
Součástí letiště je železniční stanice Letiště Sin-čeng, z které jezdí přímé vlaky do centra Čeng-čou i směrem do blízkých prefektur Kchaj-feng a Ťiao-cuo. Na letišti je také konečná stanice severojižní linky 2 čengčouského metra.